# Districte d'Uster
El Districte d'Uster és un dels 11 districtes del cantó de Zúric (Suïssa). Té una població de 113371 (cens de 2007) i una superfície de 112.35 km². Està compost per 10 municipis i el cap del districte és Uster.

## Municipis
| Escut               | Codi postal i Municipi   | Habitants (Dez. 2007) | Superfície en km² | Número SFOS |
| ------------------- | ------------------------ | --------------------- | ----------------- | ----------- |
| Dübendorf           | 8600 Dübendorf           | 23176                 | 13.61             | 0191        |
| Egg                 | 8132 Egg                 | 7923                  | 14.48             | 0192        |
| Fällanden           | 8117 Fällanden           | 7177                  | 6.41              | 0193        |
| Greifensee          | 8606 Greifensee          | 4816                  | 2.30              | 0194        |
| Maur                | 8124 Maur                | 9080                  | 14.83             | 0195        |
| Mönchaltorf         | 8617 Mönchaltorf         | 3299                  | 7.62              | 0196        |
| Schwerzenbach       | 8603 Schwerzenbach       | 4426                  | 2.64              | 0197        |
| Uster               | 8610 Uster               | 30614                 | 28.56             | 0198        |
| Volketswil          | 8604 Volketswil          | 15804                 | 14.00             | 0199        |
| Wangen-Brüttisellen | 8306 Wangen-Brüttisellen | 7056                  | 7.90              | 0200        |
|                     | Total (10)               | 113'371               | 112.35            | 0109        |